# Roues libres
Roues libres è un film ivoriano del 2002 e diretto dal regista ivoriano Sidiki Bakaba, prodotto in Costa d'Avorio. 
Presentato al 28º Festival di Cinema Africano di Verona.

## Trama
Una capitale africana, ore 18. Due disabili si avvicinano a un taxi fermo. Prendono l'autista in ostaggio. Comincia una folle notte di rapine e di sogni. Incalzata dall'invincibile commissario Blazo, la banda "delle due dita" si dà all'ebbrezza di una furiosa corsa. I due non esitano a uccidere per restare i padroni della loro notte esaltata. Una spassosa fuga che va a finire in tragedia su una spiaggia.